# Gabriele Dell'Otto
Compléments
Annihilation
Wolverine
Gabriele Dell'Otto (né le 20 décembre 1973 à Rome) est un illustrateur et dessinateur de comics Italien.

## Biographie
Gabriele Dell'Otto produit des illustrations pour Marvel Comics et DC Comics.

### Jeux
- Marvel: Ultimate Alliance